# Pięciobój nowoczesny na Letnich Igrzyskach Olimpijskich 1952

## Indywidualnie
Zawody rozgrywano od 21 lipca do 25 lipca 1952 roku.
| Lp. | Państwo   | Zawodnik          | jazda konna | szermierka | strzelanie | pływanie | bieg | razem  |
| --- | --------- | ----------------- | ----------- | ---------- | ---------- | -------- | ---- | ------ |
| 1   | Szwecja   | Lars Hall         | 1           | 7          | 15         | 1        | 8    | 32 pkt |
| 2   | Węgry     | Gábor Benedek     | 8           | 2          | 9          | 18       | 2    | 39 pkt |
| 3   | Węgry     | István Szondy     | 3           | 4          | 12         | 5        | 17   | 41 pkt |
| 4   | ZSRR      | Igor Nowikow      | 24          | 13         | 4          | 4        | 10   | 55 pkt |
| 5   | USA       | Frederick Denman  | 2           | 37         | 10         | 9        | 4    | 62 pkt |
| 6   | Finlandia | Olavi Mannonen    | 9           | 11         | 6          | 17       | 19   | 62 pkt |
| 7   | Finlandia | Lauri Vilkko      | 11          | 38         | 1          | 8        | 5    | 63 pkt |
| 8   | USA       | W. Thad Mc Arthur | 12          | 23         | 29         | 3        | 1    | 68 pkt |

Liczby w tabeli w poszczególnych konkurencjach oznaczają zdobyte miejsce

## Drużynowo
| Medal   | Państwo   |
| złoty   | Węgry     |
| srebrny | Szwecja   |
| brązowy | Finlandia |